# Diplosoma simiguwa
Diplosoma simiguwa är en sjöpungsart som beskrevs av Asajiro Oka och Hiruose 2005. Diplosoma simiguwa ingår i släktet Diplosoma och familjen Didemnidae. Inga underarter finns listade i Catalogue of Life.